# Daniel Barenboim
Daniel Barenboim (Buenos Aires, 15 novembre 1942) è un pianista e direttore d'orchestra argentino con cittadinanza spagnola, israeliana e palestinese.
Dal 1992 è direttore musicale dell'Opera di Stato di Berlino; ha ricoperto tale ruolo anche al Teatro alla Scala di Milano dal 2011 al 2015. Precedentemente aveva ricoperto la carica di direttore musicale alla Chicago Symphony Orchestra e all'Orchestre de Paris.

## Biografia
Nato a Buenos Aires da genitori russi di origini ebraiche, ha anche cittadinanza israeliana, palestinese e spagnola. Pianista precocissimo, esordì a sette anni nella sua città natale e studiò con il maestro Vincenzo Scaramuzza. Si perfezionò prima con Claudio Arrau e poi all'estero a Roma,  Salisburgo, Parigi e con Edwin Fischer a Lucerna. Ha affiancato una prestigiosa carriera internazionale come pianista (in recital solistici, con orchestra e in formazioni cameristiche) a una brillante carriera di direttore d'orchestra, che attualmente rappresenta la parte principale della sua attività e che lo ha portato a dirigere le maggiori orchestre del mondo. Come pianista, è affermato interprete di Mozart (di cui ha inciso varie volte l'intero corpus delle sonate e dei concerti per pianoforte e orchestra, come pianista e direttore) e Beethoven (del quale ha inciso l'integrale delle 32 sonate).
L'esecuzione di Berlino nel 2006 dell'integrale delle sonate per pianoforte di Beethoven è stata registrata in un cofanetto di 6 Dvd dalla Emi, allegato al quale è presentata la registrazione di una serie di lezioni pubbliche, tenute dal maestro a Chicago, ad alcuni giovani pianisti (tra cui Lang Lang). Nel corso del 2007, Barenboim ha riproposto l'integrale delle sonate beethoveniane presso il South Bank Centre di Londra e il Teatro alla Scala di Milano. Come direttore, è specialista del repertorio tardo-romantico e del repertorio operistico (Mozart, Wagner).
In formazioni da camera, ha suonato con importanti solisti, tra cui la prima moglie, la violoncellista Jacqueline du Pré, sposata a Gerusalemme nel 1967 e scomparsa nel 1987. In seguito, nel 1988 ha sposato Elena Baškirova. Esordisce come direttore con la New Philharmonia Orchestra di Londra nel 1967. Dal 1975 al 1989 è Direttore Musicale dell'Orchestre de Paris.
Nel 1991 diventa direttore musicale della Chicago Symphony Orchestra, carica mantenuta per quindici anni. Nel giugno 2006, viene nominato "direttore onorario a vita". Nel 1992 diventa Direttore Musicale Generale della Staatsoper Unter den Linden di Berlino. Nel 2000, la Staatskapelle Berlin lo nomina Direttore Principale a vita. Nel 2001 sono sorte controversie in Israele in seguito alla direzione di musica di Wagner. Nel 1999, insieme allo scrittore Edward Said, ha fondato la West Eastern Divan Orchestra, formata da musicisti israeliani e palestinesi, di cui è direttore musicale. All'orchestra dedica, nel 2007, il suo La musica sveglia il tempo. Dirige regolarmente i Berliner Philharmoniker, i Wiener Philharmoniker e l'Orchestra filarmonica d'Israele.

Dalla stagione 2007-2008 ha assunto, iniziando un rapporto stabile di cinque anni e succedendo a Riccardo Muti, la carica di 'Maestro scaligero' del Teatro alla Scala di Milano. Nel 2006 vince il Premio Ernst von Siemens. Partecipa, sia come pianista sia come direttore d'orchestra, ai principali festival internazionali di musica; nel 2007 inaugura, alla testa dei Wiener Philharmoniker, il Festival di Salisburgo. 

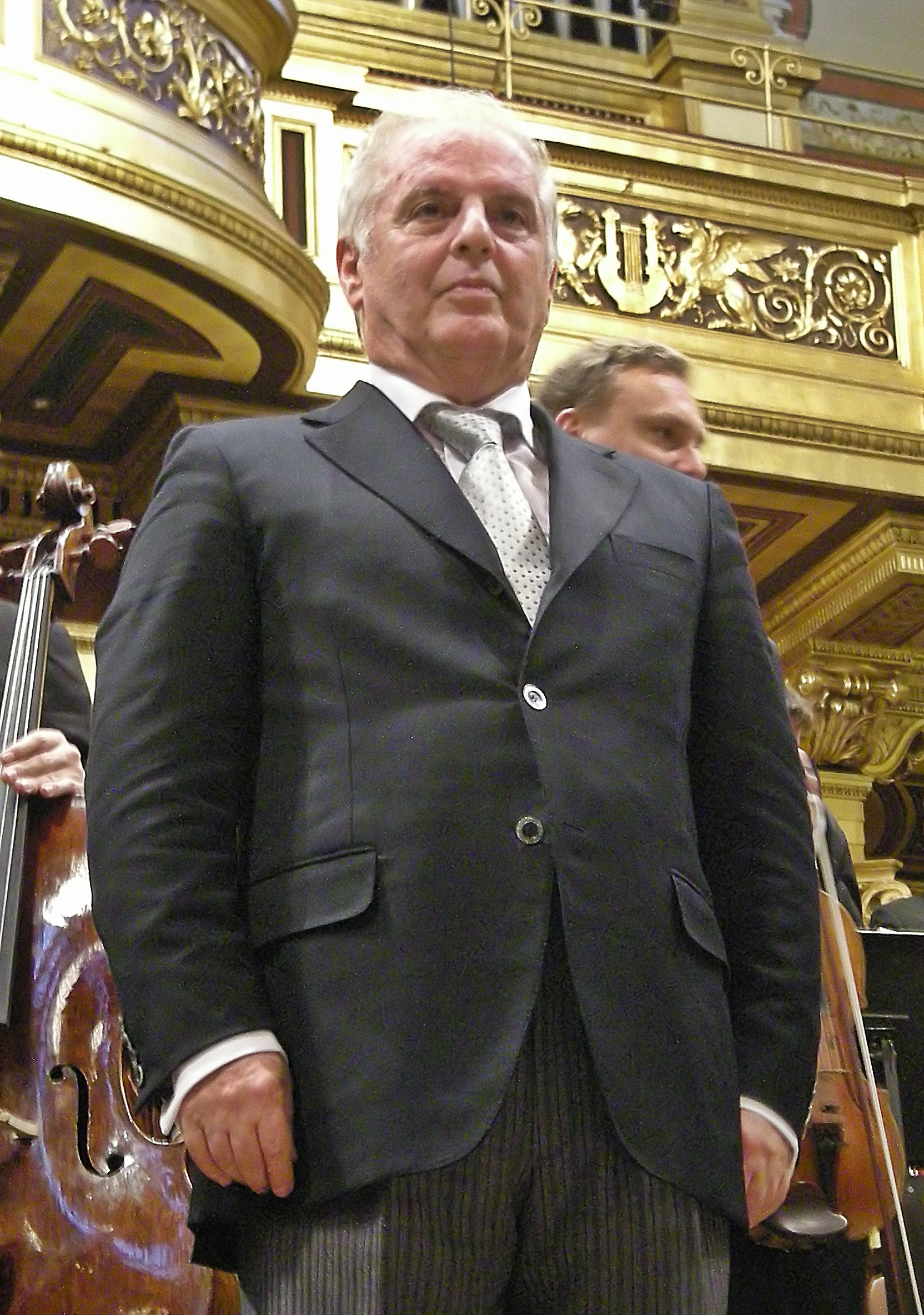
Musikverein, Vienna, Giorno dei defunti, 2008

Nel 2008 è vincitore del premio Colombe d'Oro per la Pace, premio assegnato annualmente dall'Archivio disarmo a una personalità distintasi in campo internazionale. Nel 2009 ha vinto il Premio musicale Léonie Sonning. Nel 2010 vince l'Herbert von Karajan Music Prize del Festspielhaus Baden-Baden. Nel 2011 ha assunto il ruolo di direttore musicale della Scala. Nello stesso anno ha ricevuto a Dresda il Premio Dresda. Il 1º giugno 2012 ha diretto alla Scala la Sinfonia n. 9 (Beethoven) in onore del Santo Padre Benedetto XVI in visita a Milano per l'incontro mondiale delle famiglie. A conclusione del concerto, Benedetto XVI si è alzato in piedi, dando il via a un'ovazione durata quasi dieci minuti rivolta al maestro Barenboim.
Nel 2012, la Daniel Barenboim, la West Eastern Divan Orchestra, i BBC Proms, i Giochi Olimpici, con il Ciclo delle Sinfonie di Beethoven, alla Royal Albert Hall, a Londra, Regno Unito,
Il 31 dicembre 2012 viene designato come direttore del Concerto di Capodanno di Vienna del 2014. Il 14 febbraio 2013 avrebbe dovuto partecipare come ospite alla terza serata del Festival di Sanremo, condotto da Fabio Fazio, ma per problemi di salute non ha partecipato.
Il 1º gennaio 2014 ha diretto l'Orchestra filarmonica di Vienna per il consueto concerto di Capodanno nella capitale austriaca. In tale occasione è stato protagonista di un curioso siparietto: durante l'esecuzione della Marcia di Radetzky, brano che tradizionalmente chiude il concerto di Capodanno di Vienna (durante il quale il pubblico è solito battere le mani a tempo di musica), anziché stare sul podio, è andato da ogni singolo orchestrale per stringergli la mano e complimentarsi.
II 1º maggio 2014 Concerto Europeo dei Berliner Philharmoniker, le opere di Otto Nicolai, Le allegre comari di Windsor, Edward Elgar, Falstaff,  Pëtr Il'ič Čajkovskij,  Sinfonia n. 5,
Il 30 settembre 2019 è stato chiamato da Macron per le esequie di Stato del presidente Chirac. In tale occasione, ha suonato l'Improvviso Op. 142 n. 2 di Franz Schubert.
Il 1 gennaio 2022 ha diretto per la terza volta il Concerto di Capodanno di Vienna.
Nello stesso anno gli è stata diagnosticata una grave malattia neurologica che lo ha costretto a ritirarsi momentaneamente. Il maestro aveva già cancellato diversi impegni nei mesi di febbraio e aprile, proprio per problemi di salute. Il ritiro, che il maestro stesso ha definito una "pausa", rassicurando i suoi fan, è stato annunciato via social.
Sempre via social, il 6 febbraio 2025, dopo un silenzio di circa 3 anni riguardo alle sue condizioni di salute, Barenboim ha annunciato di essere affetto dal morbo di Parkinson.
Guardando al futuro, ho intenzione di mantenere quanti miei impegni professionali lo permettono la mia salute.
Come sempre, considero la West-Eastern Divan Orchestra la mia responsabilità più importante. È fondamentale per me garantire la stabilità e lo sviluppo a lungo termine dell'orchestra.
Continuerò a condurre il Divan ogni volta che la mia salute me lo permetterà. Allo stesso tempo, assumerò un ruolo attivo nel garantire che il Divan abbia l'opportunità di lavorare con eccellenti conduttori d'orchestra.
Ho navigato in questa mia nuova realtà e il mio obiettivo è ricevere le migliori cure disponibili. Ringrazio tutti per la gentilezza e gli auguri ricevuti.»

## Vita privata
Daniel Barenboim conobbe la violoncellista Jacqueline du Pré nel Capodanno del 1966, per lui Jacqueline si convertì all'ebraismo; il loro matrimonio si celebrò il 15 giugno 1967 al Muro del Pianto di Gerusalemme, dopo la guerra dei sei giorni in Israele. Fu così che nacque una delle più fruttuose relazioni nel mondo musicale; alcuni opinionisti hanno paragonato la loro unione musicale a quella tra Clara e Robert Schumann. Questo è evidente dalle numerose esibizioni della du Pré con Barenboim, sia come pianista sia come direttore d'orchestra.
Negli anni 1971-1972, a seguito della sua crisi personale (primi gravi sintomi della sclerosi multipla progressiva che la porterà alla morte nel 1987), Jacqueline du Pré ebbe una relazione con suo cognato Christopher "Kiffer" Finzi. Nei primi anni ottanta, nella fase finale della malattia di Jacqueline, Barenboim ebbe una relazione con la pianista russa Elena Baškirova. I due vissero insieme ed ebbero due figli: David Arthur, nato a Parigi nel 1982, oggi manager-writer per la band tedesca di hip hop Level 8 e Michael Barenboim, nato a Parigi nel 1985, violinista. Daniel Barenboim ed Elena Baškirova si sposarono nel 1988.

## Discografia (parziale)

### CD
Nel marzo 2013 il disco The Chopin I love di Barenboim raggiunge il settantesimo posto nella classifica pop degli album più venduti (GfK).
- Bach, Violin Concertos - Daniel Barenboim/English Chamber Orchestra/Itzhak Perlman/Pinchas Zukerman, 1986 EMI
- Bach: Goldberg Variationen - Daniel Barenboim, 1991 Erato
- Bach: The Well-Tempered Clavier, Books 1 & 2 - Daniel Barenboim, 2006 Warner Classics
- Bartok, Piano Concertos N. 1 & 3 & Rhapsodies N. 1 & 2 - Daniel Barenboim/Pierre Boulez/Yehudi Menuhin, 2003 EMI
- Beethoven, Beethoven for all. Music of power, passion and beauty - Barenboim/West Eastern Divan, 2011 Decca (seconda posizione nella classifica Classical Albums)
- Beethoven, Conc. per pf. n. 1-5 - Barenboim/Staatskapelle Berlin, 2011 Decca
- Beethoven, Conc. per pf. n. 1-5. Arthur Rubinstein, London Philharmonic Orchestra/Daniel Barenboim, RCA - Grammy Award al miglior album di musica classica e Miglior interpretazione solista di musica classica con orchestra (Grammy) 1977
- Beethoven, Conc. per pf. n. 1-5/Fantasia corale - Daniel Barenboim/New Philharmonia Orchestra/Otto Klemperer, 1968 EMI (Great Recordings of the Century)
- Beethoven, Conc. per pf. n. 1-5 - Daniel Barenboim/Berliner Philharmoniker, 1987 EMI
- Beethoven, Conc. per vl./Romanze vl. n. 1-2 - Zukerman/Barenboim, Deutsche Grammophon
- Beethoven, Sinf. n. 1-9 - Barenboim/Staatskapelle Berlin, 2000 Teldec
- Beethoven, Sinf. n. 1-9 - Barenboim/West Eastern Divan, 2012 Decca
- Beethoven, Son. pf. n. 1-32 - Barenboim, Deutsche Grammophon
- Beethoven, Son. pf. n. 8, 14 e 23 - Barenboim, 1987 Deutsche Grammophon
- Beethoven, Piano Sonatas - Daniel Barenboim, 1989 EMI
- Beethoven, Triple Concerto/Choral Fantasy - Berliner Philharmoniker/Daniel Barenboim/Itzhak Perlman/Yo-Yo Ma, 1995 EMI
- Beethoven, Cello Sonatas & Variations - Daniel Barenboim/Jacqueline du Pré, 1976 EMI
- Beethoven, Complete Violin Sonatas - Daniel Barenboim/Pinchas Zukerman, 1973 EMI Classics
- Beethoven, Piano Trios/Op. 1 & 97 "Archduke" - Variations and Allegrettos - Daniel Barenboim/Jacqueline du Pré/Pinchas Zukerman, 2001 EMI
- Beethoven, Piano Trios No. 4 & 5/Cello Sonata Nos. 3 & 5 - Daniel Barenboim/Jacqueline du Pré/Pinchas Zukerman/Stephen Kovacevich, 2001 EMI
- Beethoven, Complete Concertos - Daniel Barenboim/Gidon Kremer/Anne-Sophie Mutter/Maurizio Pollini, 2011 Deutsche Grammophon
- Beethoven: Missa Solemnis Op. 123 - Chicago Symphony Orchestra & Chorus/Daniel Barenboim/John Aler/Robert Holl/Tina Kiberg/Waltraud Meier, 1994 Erato
- Beethoven: Fidelio - Daniel Barenboim/Staatskapelle Berlin/Meier/Domingo, 1999 TELDEC
- Beethoven Mozart, Quintets - Barenboim/Chicago-Berlin, Erato - Grammy Award for Best Chamber Music Performance 1995
- Beethoven: Violin Concerto - Haydn: Sinfonia concertante - Chicago Symphony Orchestra/Daniel Barenboim, 1977 Deutsche Grammophon
- Berlioz, Requiem, Op. 5/Le Carnaval romain, Op. 9/La Damnation de Faust, Op. 24 - Rouget de Lisle: La Marseillaise - Plácido Domingo/Orchestre de Paris/Daniel Barenboim, 1993 Deutsche Grammophon
- Berlioz: Béatrice et Bénédict - Orchestre de Paris/Daniel Barenboim/Placido Domingo/Yvonne Minton, 1996 Deutsche Grammophon
- Berlioz: Les nuits d'été - Cléopâtre - Dame Kiri Te Kanawa/Jessye Norman/Orchestre de Paris/Daniel Barenboim, 1984 Deutsche Grammophon
- Berlioz Liszt, Sinfonia fantastica/Les préludes (Live, BBC Proms 2009) - Barenboim/West Eastern Divan, Decca
- Bizet, Orchestral Works (Gemini Series) - Daniel Barenboim/Academy of St. Martin In the Fields, 2008 EMI
- Boulez, Dérive 2/Marteau sans maître/ Mémoriale/Anthèmes 2/Dialogue de l'ombre double/Messagesquisse - Barenboim/West Eastern Divan, 2010/2012 Deutsche Grammophon
- Brahms, The 3 Violin Sonatas - Daniel Barenboim & Itzhak Perlman, SONY BMG - Grammy Award for Best Chamber Music Performance 1991
- Brahms, The Violin Sonatas/The Viola Sonatas - Daniel Barenboim/Pinchas Zukerman, 1976 Deutsche Grammophon
- Brahms, Lieder - Norman/Barenboim, 1983 Deutsche Grammophon
- Brahms, Conc. pf. n. 1-2 - Barenboim/Mehta/New York Philharmonic, 1981 CBS Masterworks
- Brahms, Conc. pf. n. 1-2 - Barenboim/Barbirolli/New Philharmonia Orchestra, 1973 EMI
- Brahms, Conc. pf. n. 1-2 - Barenboim/Dudamel/Staatskapelle Berlin, 2015 Deutsche Grammophon
- Brahms, Cello Sonatas - Daniel Barenboim/Jacqueline du Pré, 1968 EMI
- Brahms, Violin Concerto/Sonatensatz/Hungarian Dances - Berliner Philharmoniker/Daniel Barenboim/Itzhak Perlman/Vladimir Ashkenazy, 2003 EMI
- Brahms: Clarinet Sonatas Nos. 1 & 2 - Beethoven: Clarinet Trio - Daniel Barenboim/Gervase De Peyer/Jacqueline du Pré, 2006 EMI
- Brahms: Sinf. n. 1-4 - Barenboim/Staatskapelle Berlin, 2018 Deutsche Grammophon
- Brahms: Symphonies Nos. 1 & 2, Academic Festival Overture, Tragic Overture, Haydn Variations - Chicago Symphony Orchestra & Daniel Barenboim, 1994 Erato
- Brahms: Symphonies Nos. 3 & 4, Ein deutsches Requiem - Chicago Symphony Orchestra & Daniel Barenboim, 1993 Erato
- Brahms: Ein deutsches Requiem - Chicago Symphony Orchestra & Chorus, Daniel Barenboim, 1993 Erato
- Brahms, Chopin & Franck: Cello Sonatas - Daniel Barenboim/Jacqueline du Pré, 2000 EMI
- Bruckner, Sinf. n. 0-9/Te Deum/Salmo 150 - Barenboim/Chicago Symphony Orchestra, Deutsche Grammophon
- Bruckner, Masses 2 & 3, Te Deum & Motets - Anne Pashley/Daniel Barenboim/Don Garrard/English Chamber Orchestra/Heather Harper/New Philharmonia Orchestra/Robert Tear/Wilhelm Pitz, 2003 EMI
- Bruckner, Sinf. n. 7 - Barenboim/Staatsk. Dresden, 2011 Deutsche Grammophon
- Chopin, Conc. pf. n. 1-2 (Live, Essen, luglio 2010) - Barenboim/Nelsons/SKB, Deutsche Grammophon
- Chopin, Notturni n. 1-13 - Barenboim, Deutsche Grammophon
- Chopin, Notturni n. 1-21 - Barenboim, Deutsche Grammophon
- Chopin, Notturni n. 1-4, 7-10, 12, 15 e 18 - Barenboim, Deutsche Grammophon
- Chopin, Recital di Varsavia (Live, febbraio 2010) - Barenboim, Deutsche Grammophon
- Chopin, The Chopin I love - Barenboim/Nelsons/Staatskapelle Berlin, 2010 Deutsche Grammophon
- Chopin, Piano Sonata Nos. 2 & 3 - Daniel Barenboim, 1974 EMI
- Chopin, Preludes, Op. 28 - Daniel Barenboim, 1974 EMI
- Chopin & Franck: Sonatas - Daniel Barenboim/Jacqueline du Pré, 1972 EMI
- Ciaikovsky, Romeo/Capriccio it./1812 - Barenboim/Chicago Symphony Orchestra, Deutsche Grammophon
- Ciaikovsky Mendelssohn, Conc. per pf. n. 1 - Lang/Barenboim/Chicago Symphony Orchestra, 2003 Deutsche Grammophon
- Ciaikovsky Schoenberg, Sinf. n. 6/Var. per orch. (Live, Salisburgo, agosto 2007) - Barenboim/West Eastern Divan, Decca
- Ciaikovsky Sibelius, Conc. vl. - Batiashvili/Barenboim/Staatskapelle Berlin, 2016 Deutsche Grammophon
- Ciaikovsky, "1812" Overture/Capriccio Italien/Romeo & Juliet/Francesca da Rimini - Chicago Symphony Orchestra/Daniel Barenboim, 1982 Deutsche Grammophon
- Cimarosa, Il matrimonio segreto - Daniel Barenboim/English Chamber Orchestra, 1977 Deutsche Grammophon
- Corigliano, Symphony No. 1 - Barenboim/Chicago Symphony Orchestra, Erato - Grammy Award for Best Orchestral Performance 1992
- Debussy: La mer; Nocturnes; Prélude à l'après-midi d'un faune - Orchestre de Paris & Daniel Barenboim, 1993 Deutsche Grammophon
- Dvorak, Violin Concerto In A Minor/Romance/Sonatina/Four Romantic Pieces - Daniel Barenboim/Itzhak Perlman/London Philharmonic Orchestra/Samuel Sanders, 2003 EMI
- Elgar, Conc. per vl. in si min. op. 61 - Perlman/Barenboim, 1981 Deutsche Grammophon
- Elgar, Cello Concerto/Enigma Variations/Pomp and Circumstance Marches No. 1 & 4 - Jacqueline du Pré/The Philadelphia Orchestra, 1974, 1976 SONY BMG
- Elgar, Sinf. n. 2 - Barenboim/Staatskapelle Berlin, 2013 Decca
- Elgar Carter Bruch, Conc. vlc./Conc. vlc./Kol Nidrei - Weilerstein/Barenboim/Staatskapelle Berlin, 2012 Decca
- Faure: Requiem & Pavane - Bach: Magnificat - Daniel Barenboim/New Philharmonia Orchestra/Orchestre de Paris, 1992 EMI
- Haydn, Symphonies Nos. 82-87 (The Paris Symphonies) - Daniel Barenboim/English Chamber Orchestra, 1976 EMI
- Haydn, Symphonies Nos. 44-49 - Daniel Barenboim/English Chamber Orchestra, 2018 Deutsche Grammophon
- Hindemith, Symphony "Mathis der Maler" - Boston Symphony Orchestra/Daniel Barenboim/Daniel Benyamini/Orchestre du Conservatoire de Paris/William Steinberg, 2007 Deutsche Grammophon
- Lalo: Symphony espagnole - Saint-Saëns: Violin Concerto No. 3 - Daniel Barenboim/Itzhak Perlman/Orchestre de Paris, 1981 Deutsche Grammophon
- Liszt, Conc. pf. n. 1-2/Consolation n. 3/Valse oubliée n. 1 - Barenboim/Boulez/Berlin SK, 2011 Deutsche Grammophon
- Liszt, Sogni d'amore/Consolazioni - Barenboim, 1992 Deutsche Grammophon
- Liszt, Lieder - Dietrich Fischer-Dieskau/Jörg Demus/Daniel Barenboim, 2000 Deutsche Grammophon
- Mahler, Lieder - Dietrich Fischer-Dieskau/Daniel Barenboim, 2005 EMI
- Mahler, Des Knaben Wunderhorn & Lieder eines fahrenden Gesellen - Dietrich Fischer-Dieskau/Berliner Philharmoniker/Daniel Barenboim, 1990 Sony
- Mahler: Song of the Earth - Chicago Symphony Orchestra/Daniel Barenboim/Waltraud Meier, 1992 Erato
- Mahler: Das Lied von der Erde - Chicago Symphony Orchestra/Daniel Barenboim/Waltraud Meier/Siegfried Jerusalem, 1992 Erato
- Mahler: Symphony No. 5 - Chicago Symphony Orchestra & Daniel Barenboim, 1998 TELDEC
- Mahler, Sinf. n. 9 (Live, Teatro alla Scala, 14 novembre 2014) - Barenboim/Filarm. della Scala, 2015 Decca
- Mendelssohn, Romanze senza parole n. 1-48 - Barenboim, 1974 Deutsche Grammophon
- Mendelssohn - Chopin - Liszt: The Romantic Piano I - Daniel Barenboim, 2004 Deutsche Grammophon
- Messiaen, Quartet for the End of Time/Theme and Variations - Daniel Barenboim/Martha Argerich, 1999 Deutsche Grammophon
- Mozart, Complete Piano Concertos - Daniel Barenboim, 1975 EMI
- Mozart, Complete Piano Sonatas & Variations - Daniel Barenboim, 1991 EMI
- Mozart, Complete Violin Sonatas - Itzhak Perlman/Daniel Barenboim, 1991 Deutsche Grammophon
- Mozart, Symphony Nos. 32, 35, 36, 40 & 41 etc - Daniel Barenboim/English Chamber Orchestra, 2006 EMI
- Mozart, Symphonies 29-31, 33, 34, 38 "Prague" & 39 - Daniel Barenboim/English Chamber Orchestra, 2006 EMI
- Mozart, Wind Concertos/Serenade - Daniel Barenboim/English Chamber Orchestra/Orchestre de Paris, 2005 EMI
- Mozart: Oboe Concerto/Bassoon Concerto - Strauss: Oboe Concerto - Weber: Hungarian Fantasy - Daniel Barenboim/English Chamber Orchestra/Eugene Ormandy/The Philadelphia Orchestra, 1980/1996 SONY BMG
- Mozart, Le Nozze Di Figaro - Daniel Barenboim/English Chamber Orchestra/John Alldis Choir, 1977 EMI
- Mozart : Così fan tutte KV 588 - Berliner Philharmoniker/Cecilia Bartoli/Daniel Barenboim/Lella Cuberli, 1990 Erato
- Mozart: Don Giovanni - Berliner Philharmoniker/Daniel Barenboim/Ferruccio Furlanetto/Joan Rodgers/John Tomlinson/Lella Cuberli/Matti Salminen/Michele Pertusi/RIAS Kammerchor/Uwe Heilmann/Waltraud Meier, 1992 Erato
- Mozart: Requiem - Bruckner: Te Deum - Daniel Barenboim/English Chamber Orchestra, 2008 EMI (Great Recordings of the Century)
- Ravel, Bolero/Valse/Pavane/Daphnis - Barenboim/Orch. de Paris, 1981 Deutsche Grammophon
- Rodrigo: Concierto de Aranjuez - Villa-Lobos: Concerto for Guitar and Small Orchestra - Daniel Barenboim/English Chamber Orchestra/John Williams, 1974 SONY BMG/CBS
- Saint-Saëns, Sinf. n. 3/Danza macabra/Baccanale/Le déluge - Barenboim/Chicago Symphony Orchestra/Orch. Paris, Deutsche Grammophon
- Saint-Saens, Le Carnaval des Animaux/Organ Symphony - Chicago Symphony Orchestra/Daniel Barenboim/Martha Argerich/Nelson Freire, 2000 Deutsche Grammophon
- Saint-Saëns, Samson et Dalila - Daniel Barenboim/Plácido Domingo, 2005 Deutsche Grammophon
- Saint-Saëns Wieniawski, Conc. per vl. n. 3/Conc. per vl. n. 2 - Perlman/Barenboim/Orch. Paris, Deutsche Grammophon
- Schönberg, Verklärte Nacht/Pelleas Und Melisande Etc - Daniel Barenboim/English Chamber Orchestra, 2006 EMI
- Schubert, Violin Sonatas - Daniel Barenboim/Isaac Stern, 1990 Sony Classical
- Schubert, Improvvisi op. 90, 142 - Barenboim, 1978 Deutsche Grammophon
- Schubert, Winterreise - Fischer-Dieskau/Barenboim, 1979 Deutsche Grammophon
- Schubert, Piano Sonatas - Daniel Barenboim, 2014 Deutsche Grammophon
- Schubert, Sinf. n. 1-6, 8, 9/Estratti da "Rosamunde" - Barenboim/Berliner Philharmoniker, 1989 CBS Masterworks
- Schubert, Symphony No. 8 "Unfinished"/Highlights from "Rosamunde" - Daniel Barenboim/Berliner Philharmoniker, 1985/1988 Sony
- Schumann, Sinf. n. 1-4 - Barenboim/Staatskapelle Berlin, 2003 Teldec
- Schumann, Cello Concerto/Piano Concerto/Introduction and Allegro appassionato - Daniel Barenboim/Dietrich Fischer-Dieskau/Jacqueline du Pré/London Philharmonic Orchestra/New Philharmonia Orchestra, 1992 EMI
- Schumann & Saint-Saëns: Cello Concertos - Jacqueline du Pré/Daniel Barenboim, 1969 EMI
- Schumann: Piano Concerto - Debussy: Images - Arturo Benedetti Michelangeli/Orchestre de Paris/Daniel Barenboim, 2009 Deutsche Grammophon
- Strauss: Elektra - Alessandra Marc/Daniel Barenboim/Deborah Polaski/Johan Botha/Staatskapelle Berlin/Waltraud Meier, 1994 Teldec
- Stravinsky, Le Sacre du printemps, Symphonie de Psaumes, Barenboim/Orchestre de Paris, 1988 Erato
- Verdi, Messa da requiem - Barenboim/Harteros/Garanca/Kaufmann/Pape/Orch. Teatro alla Scala, 2013 Decca
- Verdi: Messa di Requiem - Chicago Symphony Orchestra & Chorus/Daniel Barenboim/Alessandra Marc/Waltraud Meier/Placido Domingo/Ferruccio Furlanetto, 1994 Erato
- Wagner, Cavalcata delle Valchirie e altri brani orchestrali - Barenboim/Orch. de Paris, 1982/1983 Deutsche Grammophon
- Wagner: Tannhäuser - Alfred Reiter/Chor der Deutschen Staatsoper Berlin/Daniel Barenboim/Dorothea Röschmann/Gunnar Gudbjornsson/Hanno Müller-Brachmann/Jane Eaglen/Peter Seiffert/René Pape/Staatskapelle Berlin/Stephan Rügamer/Thomas Hampson/Waltraud Meier, 2001 Warner - Grammy Award for Best Opera Recording 2003
- Wagner: Parsifal - Berliner Philharmoniker/Chor der Deutschen Staatsoper Berlin/Daniel Barenboim, 1991 Teldec
- Wagner: Lohengrin - Chor der Deutschen Staatsoper Berlin/Daniel Barenboim/Deborah Polaski/Emily Magee/Falk Struckmann/Peter Seiffert/René Pape/Roman Trekel/Staatskapelle Berlin, 1998 Teldec
- Wagner: Das Rheingold [Bayreuth, 1991] - Bayreuth Festival Orchestra & Chorus, Daniel Barenboim, Teldec
- Wagner: Siegfried [Bayreuth, 1991] - Bayreuth Festival Orchestra & Chorus, Daniel Barenboim, Teldec
- Wagner: Götterdämmerung [Bayreuth, 1991] - Bayreuth Festival Orchestra & Chorus, Daniel Barenboim, Teldec
- Wagner: Die Walküre [Bayreuth, 1991] - Bayreuth Festival Orchestra & Chorus, Daniel Barenboim, Teldec
- Wagner: Der fliegende Holländer (The Flying Dutchman) - Chor der Deutschen Staatsoper Berlin/Daniel Barenboim/Falk Struckmann/Felicity Palmer/Jane Eaglen/Peter Seiffert/Robert Holl/Rolando Villazón/Staatskapelle Berlin, 2002 Warner
- Wagner: Die Meistersinger von Nürnberg - Bayreuth Festival Orchestra & Chorus, Daniel Barenboim, 2000 Teldec
- Wagner - René Pape/Staatskapelle Berlin/Daniel Barenboim, 2011 Deutsche Grammophon
- Wolf, Lieder - Fischer-Dieskau/Barenboim, 1973/1976 Deutsche Grammophon
- Barenboim, The art of Daniel Barenboim - Barenboim/ECO/LPO/CSO/Orchestre de Paris, Deutsche Grammophon
- Barenboim, On my new piano - Scarlatti/Beethoven/Chopin/Wagner/Liszt, 2016 Deutsche Grammophon
- The Moldau & Other Favorites - Chicago Symphony Orchestra/Daniel Barenboim, 1987 Deutsche Grammophon
- New Year's Concert 2009, Daniel Barenboim & Wiener Philharmoniker, Decca - 1ª posizione in Austria
- New Year's Concert 2014 / Neujahrskonzert 2014 - Daniel Barenboim & Wiener Philharmoniker, Sony - 1ª posizione in Austria, 9ª in Svizzera e 6ª nella Classical Albums statunitense
- The Very Best of Daniel Barenboim - Daniel Barenboim, 2012 EMI
- Du Pré - Brahms: Cello Sonatas No. 1 & 2 - Bruch: Kol Nidrei - Daniel Barenboim/Israel Philharmonic Orchestra/Jacqueline du Pré, 2002 EMI
- Du Pré - Dvorak: Cello Concerto in B Minor - Schumann: Cello Concerto in A Minor - Daniel Barenboim/Jacqueline du Pré, 2004 EMI (Great Artists of the Century)
- Du Pré - Impressions - Daniel Barenboim/Jacqueline du Pré/Pinchas Zukerman/Sir John Barbirolli, 1988 EMI
- Netrebko, In the still of the night (Live, Salisburgo, agosto 2009) - Netrebko/Barenboim, Deutsche Grammophon
- Plelude to a Kiss - Plácido Domingo and Renée Fleming - Chicago Symphony Orchestra/Daniel Barenboim/Plácido Domingo/Renée Fleming, 1999 Decca
- Hilary e Jackie (colonna sonora) - Daniel Barenboim/Jacqueline du Pré/London Metropolitan Orchestra/The Philadelphia Orchestra, 1976/1998 SONY BMG
- Tribute to Ellington - Daniel Barenboim, 1999 Elektra/Teldec
- Sommernachtskonzert 2009 - Daniel Barenboim & Wiener Philharmoniker, Deutsche Grammophon

### DVD e BLU-RAY
- Beethoven, Sinf. n. 1-9/Documentario '9 Symphonies that changed the world', Live, Londra Proms, 2012 - Barenboim/West Eastern Divan, Decca
- Ciaikovsky, Eugene Onegin - Barenboim/Mattei/Samuil/Kaiser, regia Andrea Breth 2007 Deutsche Grammophon
- Ciaikovsky, Il Lago dei Cigni - Barenboim/Deutsche Staatsoper Berlin/Bel Air Media 1998
- Massenet, Manon (+ Documentario) (live, Berlino, 2007) - Barenboim/Netrebko/Villazón, regia Vincent Paterson, Deutsche
- Mozart, Don Giovanni - Barenboim / Mattei / Terfel / Netrebko / Frittoli / Prohaska. Regia di Robert Carsen. 2011, Deutsche Grammophon
- Verdi, Messa da requiem - Barenboim/Harteros/Garanca/Kaufmann/Pape/ Orch. Teatro alla Scala, 2013 Decca
- Verdi, Trovatore - Barenboim/Netrebko/Domingo, 2014 Deutsche Grammophon
- Wagner, Tristano e Isotta - Barenboim/Jerusalem/Meier, regia Heiner Müller 1995 Deutsche Grammophon
- Wagner, Tristano e Isotta - Barenboim/Kollo/Meier/Salminen, regia Jean-Pierre Ponnelle 1983 Deutsche Grammophon
- Barenboim, 70th Birthday Concert (Live, Berlino, 15 novembre 2012) - Beethoven/Carter/Ciaikovsky, Deutsche Grammophon

## Riconoscimenti
- Tolerance Prize, Evangelische Akademie Tutzing, 2002
- Premio Principe delle Asturie, 2002
- Wilhelm Furtwängler Prize, 2003
- Premio Wolf per le Arti, 2004
- Buber-Rosenzweig-Medal, 2004
- Goethe Medal, Praemium Imperiale, 2007
- Medaglia d'oro della Royal Philharmonic Society, 2008
- International Service Award for the Global Defence of Human Rights, 2008
- Istanbul International Music Festival Lifetime Achievement Award, 2009
- Premio Léonie Sonning Music, 2009
- Premio Westphalian Peace (in tedesco Westfälischer Friedenspreis), 2010
- Medaglia Otto Hahn per la Pace, Società Tedesca per le Nazioni Unite (DGVN), Berlino, 2010